# Techno Viking
Techno Viking je internetový meme a přezdívka, kterou dostal svalnatý muž tančící ve videu natočeném během každoročního německého festivalu techno music Fuckparade v červenci roku 2000. Video ukazuje, jak neukázněný muž strká do ženy, než ho popadne a odstrčí svalnatý muž bez trička s plnovousem a přívěškem s Thorovým kladivem a po zbytek videa tancuje na skladbu Navigator od Can-D-Music. Od reuploadu na YouTube v roce 2006 video získalo desítky milionů zhlédnutí a také stovky parodií a remixů.
Video je natočené experimentálním video umělcem Matthiasem Fritschem, který ho nahrál na web v roce 2001. V roce 2006 ho neznámý uživatel reuploadnul a virálním se video stalo v roce 2007. Do poloviny roku 2010 mělo video jen na YouTube přes 20 milionů zhlédnutí a v lednu 2013 měla původní verze více než 16 milionů. Techno Viking podal v roce 2009 žalobu. V reakci na právní kroky muže ve videu byl přístup k samotnému videu na YouTube omezen a od konce roku 2009 bylo video na platformě zablokováno. Matthiasovi bylo nařízeno zaplatit muži odškodné 13 000 euro, téměř vše, co vydělal z reklam na YouTube a prodeje zboží na téma Techno Viking, plus 10 000 euro na soudních výdajích.
Fritsch získal peníze pomocí crowdfundingové kampaně na natočení dokumentárního filmu The Story of Technoviking, který byl vydán v roce 2015.
Identita muže je stále anonymní a skryta, ví se ale, že národností je Němec.